# Fekete Ibolya
Fekete Ibolya (Pásztó, 1951. január 23. –) Balázs Béla-díjas magyar filmrendező, forgatókönyvíró, egyetemi tanár.

## Életpályája
1970 és 1976 között a Kossuth Lajos Tudományegyetem magyar-orosz szakos hallgatója volt. 1976 óta publikál. 1976-1977 között az ELTE BTK esztétika tanszékén tudományos segédmunkatárs volt. 1978-1979 között a Hunnia Filmstúdióban sajtó- és forgalmazási referensként dolgozott. 1980-1983 között szabadfoglalkozású volt (filmes kiadványokat szerkesztett, filmkritikákat és tanulmányokat írt, Szomjas György filmjeiben volt forgatókönyvíró). 1984-1989 között a Mahír Reklámfilmstúdiójában dramaturg és forgatókönyvíró volt. 1989 óta dokumentumfilmeket, 1995 óta játékfilmeket rendez. 1990-2002 között a Hunnia Filmstúdió dramaturgja volt. 2003 óta a Színház- és Filmművészeti Egyetem oktatója.

## Filmjei
- Könnyű testi sértés (1983)
- Viadukt (1983)
- Eszmélés (1984)
- Falfúró (1985) forgatókönyvíró
- Mr. Universe (1986) forgatókönyvíró
- Isten veletek, barátaim (1987)
- Könnyű vér (1989) forgatókönyvíró
- Berlinből Berlinbe (1989-1990)
- Az apokalipszis gyermekei (1991-1992)
- Bolse vita (1995) forgatókönyvíró
- Négy dal Kelet-Európából (1997)
- Chico (2000)[2]
- Dokumentátorok (2001)
- Simó Sándor (2002)
- Utazások egy szerzetessel (2004)
- A Mester és Margarita (2005)
- Vakáció (2006)
- Csángók (2007)
- Anyám és más futóbolondok a családból (2015)[3]

## Díjai
- a reklámfilmszemle első díja (1987)
- a filmszemle elsőfilmes díja (1996)
- Gene Moskowitz-díj (1996)
- a szocsi fesztivál nagydíja (1996) Bolse vita
- londoni Satyajit Raj-díj (1996) Bolse vita
- Európa-díj (1996) Bolse vita
- az angers-i fesztivál fődíja (1997) Bolse vita
- B. Nagy László-díj (1997)
- Balázs Béla-díj (1997)
- a Kamera Hungária tv-fesztivál legjobb forgatókönyvíró díja (1999)
- a Karlovy Vary-i fesztivál legjobb rendezés díja (2001) Chico
- a filmszemle fődíja (2002)
- a filmkritikusok díja (2003) Chico
- Magyar Filmkritikusok Díja: a legjobb forgatókönyv (Anyám és más futóbolondok a családból) (2015)[4]

## Könyv
- Kopaszkutya; szerk. Fekete Ibolya; Mafilm Hunnia Stúdió–MOKÉP, Bp., 1981
- Könnyű testi sértés. Egy film dokumentumai; szerk. Fekete Ibolya; Népművelési Propaganda Iroda–Mafilm, Bp., 1983
- Viadukt. Egy film dokumentumai; szerk. Fekete Ibolya, interjúk Bika Júlia, Fekete Ibolya, Horváth János; Népművelési Propaganda Iroda–MAFILM, Bp., 1983
- Chico. Játékfilm-forgatókönyv; Hunnia Filmstúdió Vállalat, Bp., 1999